# Ipomoea pandurata
Ipomoea pandurata là một loài thực vật có hoa trong họ Bìm bìm. Loài này được (L.) G. Mey. mô tả khoa học đầu tiên năm 1818.

## Hình ảnh

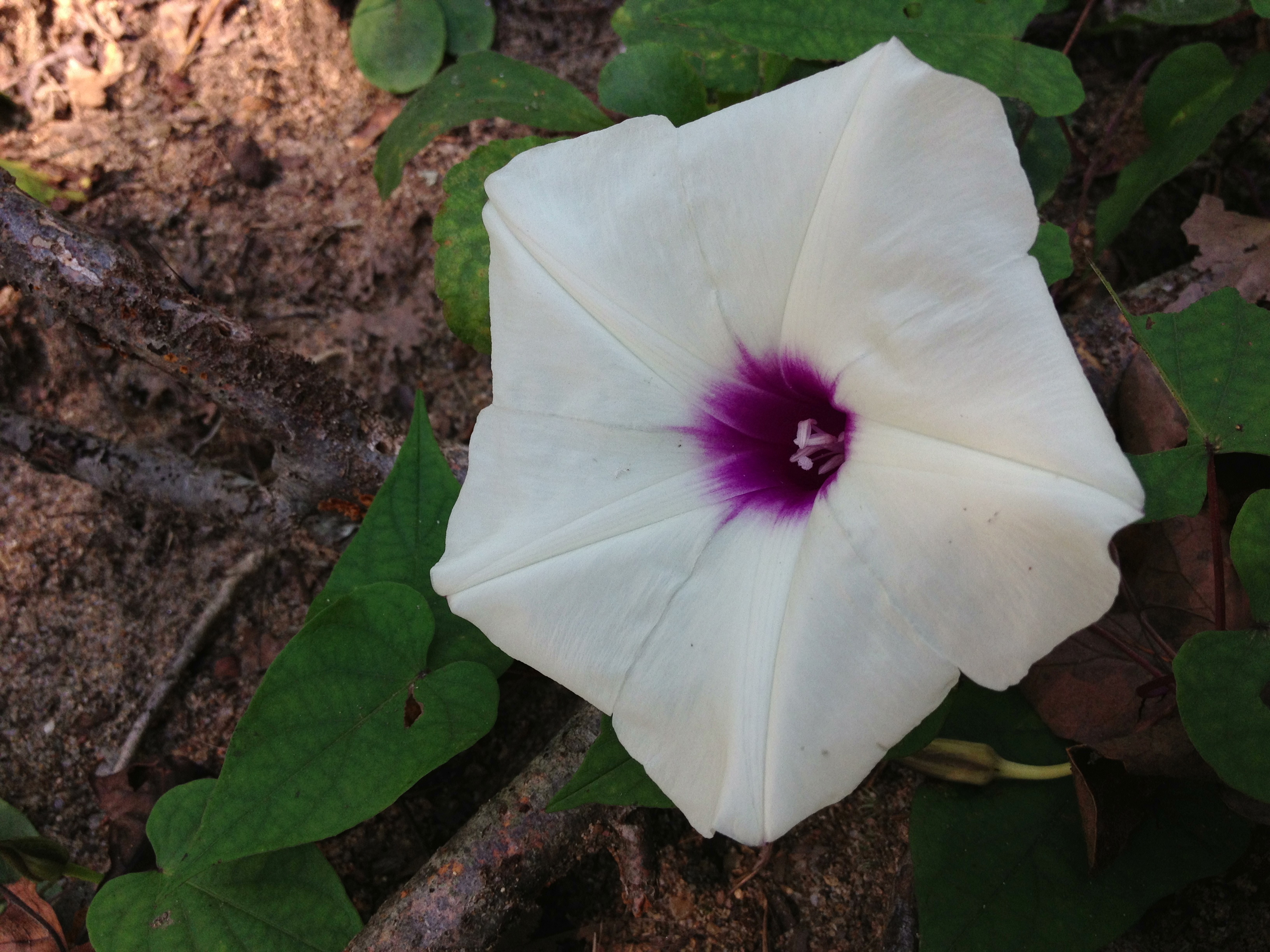
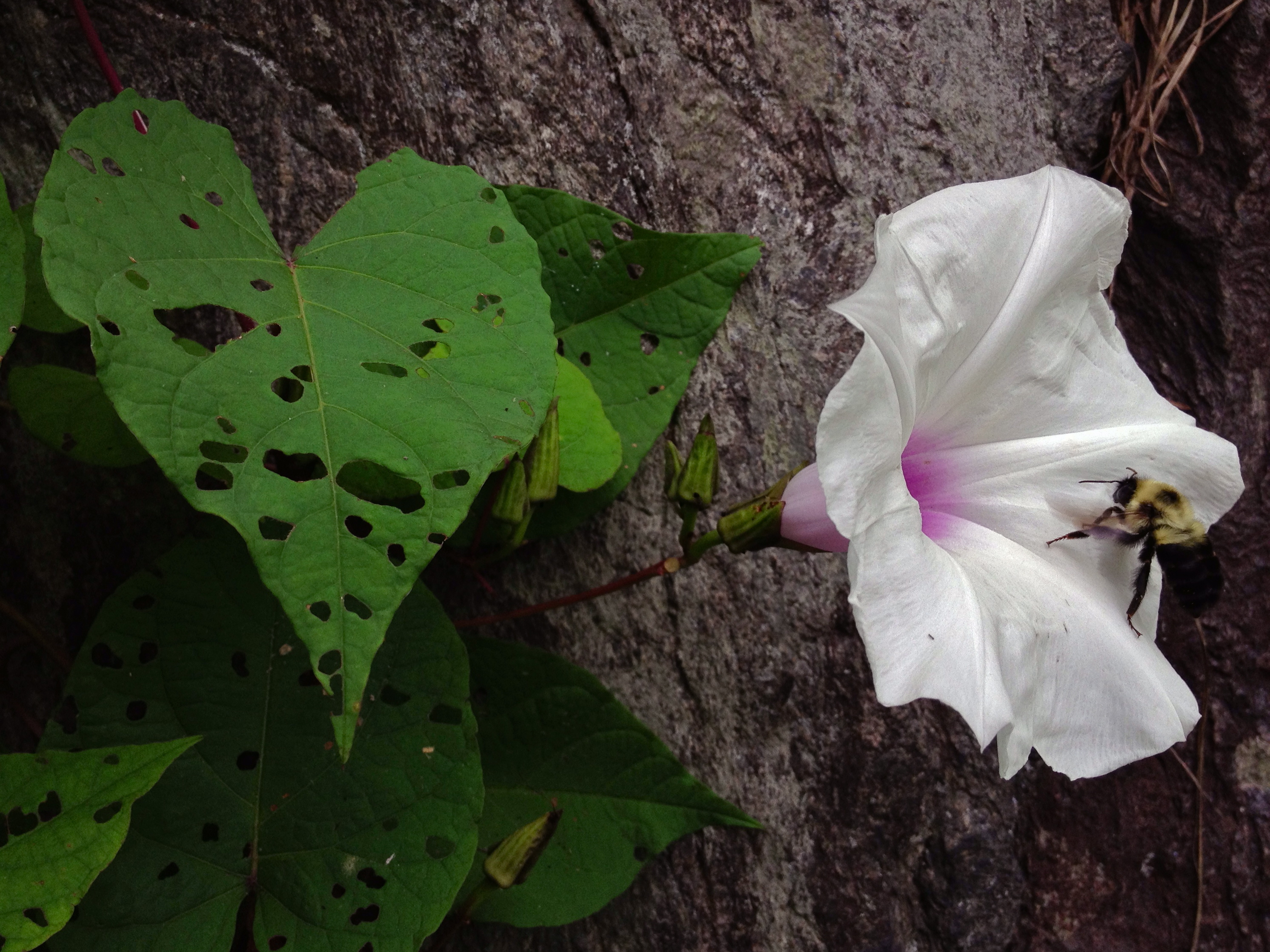
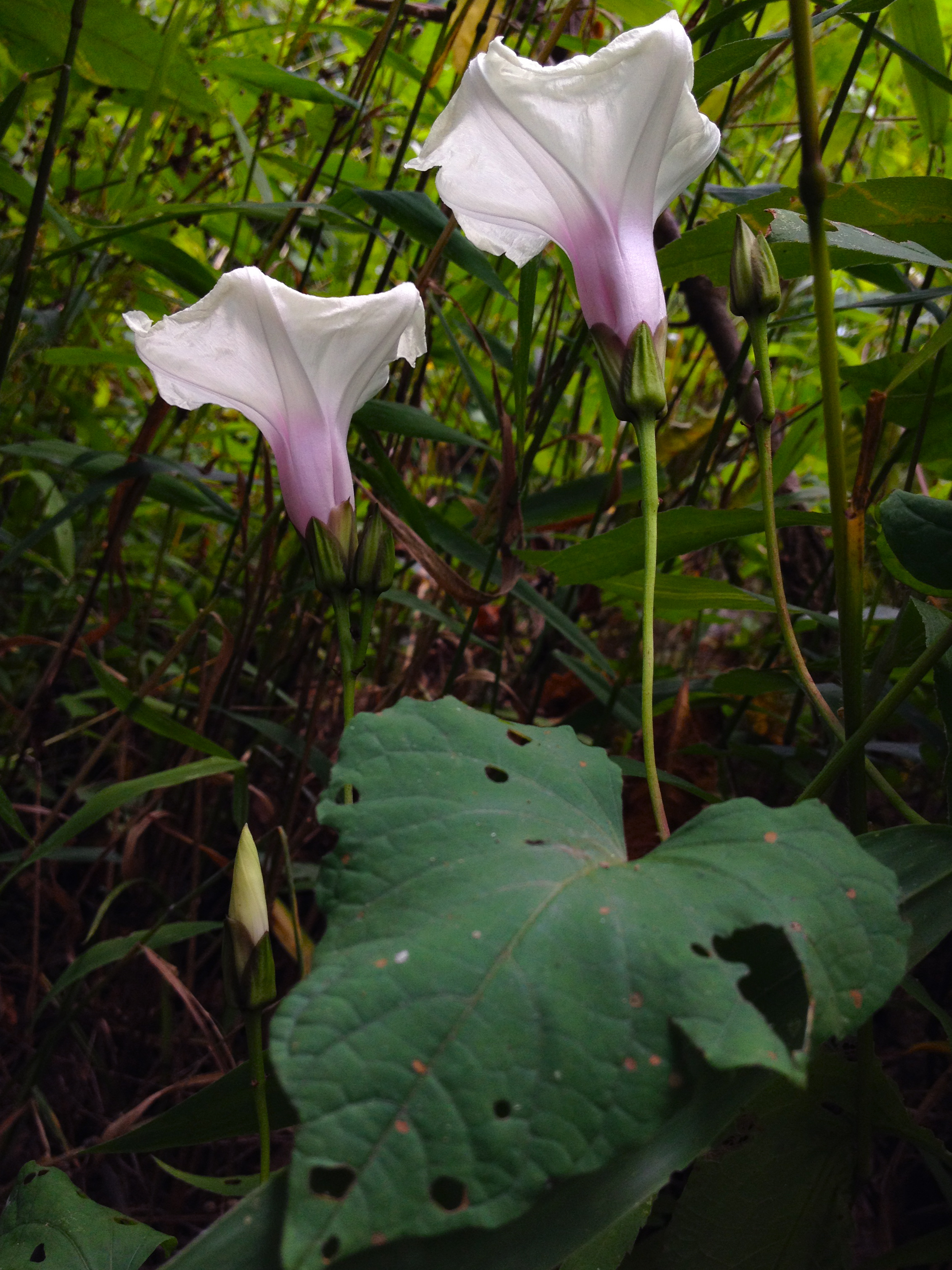